# Subchankułowo
Subchankułowo (ros. Субханкулово) – wieś (sieło) w Rosji, w Baszkortostanie, w rejonie tujmazińskim. W 2010 liczyła 5598 mieszkańców.